# Mistrzostwa Polski Seniorów w Lekkoatletyce 1966
42. Mistrzostwa Polski Seniorów w Lekkoatletyce – zawody, które rozgrywane były w Poznaniu na Stadionie im. 22 lipca między 4 a 7 sierpnia 1966. Po raz ostatnio rozegrano mistrzostwa Polski w biegu na 200 metrów przez płotki mężczyzn.

## Rezultaty
| NR – rekord Polski \| SB – najlepszy wynik w sezonie \| PB – rekord życiowy |

### Mężczyźni
| Konkurencja:                  | 1. miejsce                                                                           | Rezultat     | 2. miejsce                                                                                 | Rezultat  | 3. miejsce                                                                           | Rezultat  |
| Bieg na 100 m                 | Wiesław Maniak Pogoń Szczecin                                                        | 10,6         | Tadeusz Jaworski Energetyk Poznań                                                          | 10,7      | Zbysław Anielak AZS Warszawa                                                         | 10,7      |
| Bieg na 200 m                 | Marian Dudziak Olimpia Poznań                                                        | 20,8 SB      | Jan Werner AZS Warszawa                                                                    | 20,9      | Zbysław Anielak AZS Warszawa                                                         | 21,0      |
| Bieg na 400 m                 | Stanisław Grędziński Śląsk Wrocław                                                   | 46,8         | Andrzej Badeński Legia Warszawa                                                            | 47,8      | Edmund Borowski Zawisza Bydgoszcz                                                    | 47,9      |
| Bieg na 800 m                 | Henryk Szordykowski Wawel Kraków                                                     | 1:48,8       | Eryk Żelazny Zawisza Bydgoszcz                                                             | 1:49,5    | Andrzej Janowicz Gwardia Bydgoszcz                                                   | 1:50,2    |
| Bieg na 1500 m                | Witold Baran Zawisza Bydgoszcz                                                       | 3:39,5 SB    | Roman Tkaczyk Górnik Wałbrzych                                                             | 3:41,8    | Henryk Szordykowski Wawel Kraków                                                     | 3:48,0    |
| Bieg na 5000 m                | Kazimierz Zimny Lechia Gdańsk                                                        | 14:12,4      | Roland Brehmer Start Katowice                                                              | 14:12,6   | Tadeusz Milewski Gwardia Olsztyn                                                     | 14:13,4   |
| Bieg na 10 000 m              | Edward Stawiarz Wawel Kraków                                                         | 29:46,4      | Mieczysław Korzec Górnik Brzeszcze                                                         | 29:53,2   | Henryk Szutko Stal Elbląg                                                            | 30:04,4   |
| Maraton                       | Zdzisław Bogusz Warszawianka                                                         | 2:23:55,2 NR | Jan Morawiec ŁKS Łódź                                                                      | 2:33:32,2 | Antoni Mańkowski Orkan Poznań                                                        | 2:34:24,4 |
| Bieg na 110 m przez płotki    | Adam Kołodziejczyk Cracovia                                                          | 14,6         | Edward Wysocki Lotnik Warszawa                                                             | 14,8      | Marian Chruściel Hutnik Nowa Huta                                                    | 14,8      |
| Bieg na 200 m przez płotki    | Tadeusz Jaworski Energetyk Poznań                                                    | 23,6         | Marian Chruściel Hutnik Nowa Huta                                                          | 24,0      | Edward Wysocki Lotnik Warszawa                                                       | 24,1      |
| Bieg na 400 m przez płotki    | Stanisław Gubiec Górnik Zabrze                                                       | 51,6         | Wilhelm Weistand Śląsk Wrocław                                                             | 52,0      | Bogdan Ostrowski Legia Warszawa                                                      | 52,7      |
| Bieg na 3000 m z przeszkodami | Edward Szklarczyk Zawisza Bydgoszcz                                                  | 8:47,8       | Jerzy Czaplewski Zawisza Bydgoszcz                                                         | 8:48,8    | Jan Cych Śląsk Wrocław                                                               | 8:49,2    |
| Sztafeta 4 × 100 m            | Legia Warszawa Marek Cieciera Zenon Nowosz Edward Romanowski Marek Hronik            | 40,8         | AZS Warszawa Jerzy Frajs Jan Werner Zbysław Anielak Antoni Łodziński                       | 40,9      | Zawisza Bydgoszcz Zbigniew Syka Waldemar Korycki Kazimierz Bącalski Tadeusz Niemczyk | 41,6      |
| Sztafeta 4 × 400 m            | Legia Warszawa Andrzej Haberling Edward Perchuć Stanisław Swatowski Andrzej Badeński | 3:11,7       | Zawisza Bydgoszcz Edmund Borowski Wincenty Przybyszewski Waldemar Korycki Jerzy Urzykowski | 3:12,1    | Śląsk Wrocław Józef Ceglarek Stanisław Rychter Stanisław Grędziński Wilhelm Weistand | 3:14,6    |
| Chód na 20 km                 | Edmund Paziewski Konradia Gdańsk                                                     | 1:34:13,6    | Eugeniusz Ornoch Flota Gdynia                                                              | 1:34:42,2 | Andrzej Czapliński Wybrzeże Gdańsk                                                   | 1:35:41,0 |
| Skok wzwyż                    | Edward Czernik Lumel Zielona Góra                                                    | 2,06         | Piotr Kaczmarek Górnik Wałbrzych                                                           | 2,03      | Andrzej Maciejewski AZS Wrocław                                                      | 2,03      |
| Skok o tyczce                 | Włodzimierz Sokołowski Lotnik Warszawa                                               | 4,80         | Waldemar Węcek Śląsk Wrocław                                                               | 4,60      | Ryszard Tomaszewski Legia Warszawa                                                   | 4,60      |
| Skok w dal                    | Andrzej Stalmach Górnik Zabrze                                                       | 7,62         | Józef Szmidt Górnik Zabrze                                                                 | 7,52      | Marcin Święcicki AZS Warszawa                                                        | 7,49      |
| Trójskok                      | Józef Szmidt Górnik Zabrze                                                           | 16,64        | Jan Jaskólski Zawisza Bydgoszcz                                                            | 16,41     | Andrzej Puławski Gwardia Warszawa                                                    | 15,96     |
| Pchnięcie kulą                | Władysław Komar Wybrzeże Gdańsk                                                      | 19,16        | Alfred Sosgórnik Górnik Zabrze                                                             | 18,01     | Jan Majchrowski AZS Wrocław                                                          | 16,78     |
| Rzut dyskiem                  | Edmund Piątkowski Legia Warszawa                                                     | 59,20        | Zenon Begier Zawisza Bydgoszcz                                                             | 58,46     | Jerzy Klockowski Wybrzeże Gdańsk                                                     | 50,76     |
| Rzut młotem                   | Olgierd Ciepły Zawisza Bydgoszcz                                                     | 63,86        | Zdzisław Smoliński Legia Warszawa                                                          | 63,58     | Tadeusz Rut Legia Warszawa                                                           | 63,44     |
| Rzut oszczepem                | Janusz Sidło Spójnia Warszawa                                                        | 83,12        | Jerzy Bula Unia Krywałd                                                                    | 75,92     | Aleksander Saków Pomorze Stargard                                                    | 71,64     |
| Dziesięciobój                 | Tadeusz Grzegorzewski Legia Warszawa                                                 | 6933 pkt.    | Jerzy Detko Wybrzeże Gdańsk                                                                | 6932 pkt. | Sławomir Nowak Gwardia Warszawa                                                      | 6583 pkt. |

### Kobiety
| Konkurencja:              | 1. miejsce                                                                         | Rezultat  | 2. miejsce                                                                               | Rezultat  | 3. miejsce                                                                      | Rezultat  |
| Bieg na 100 m             | Irena Kirszenstein Polonia Warszawa                                                | 11,6      | Elżbieta Bednarek Warszawianka                                                           | 12,2      | Teresa Ciepły Zawisza Bydgoszcz                                                 | 12,2      |
| Bieg na 200 m             | Irena Kirszenstein Polonia Warszawa                                                | 23,8      | Maria Szczechowska Polonia Warszawa                                                      | 24,9      | Urszula Styranka AZS Łódź                                                       | 25,0      |
| Bieg na 400 m             | Celina Gerwin Legia Warszawa                                                       | 55,6      | Grażyna Chodorek AZS Warszawa                                                            | 56,0      | Teresa Jędrak Jagiellonia Białystok                                             | 56,7      |
| Bieg na 800 m             | Danuta Sobieska Gwardia Olsztyn                                                    | 2:11,9    | Krystyna Nowakowska Legia Warszawa                                                       | 2:12,2    | Teresa Jędrak Jagiellonia Białystok                                             | 2:12,4    |
| Bieg na 80 m przez płotki | Elżbieta Bednarek Warszawianka                                                     | 10,6 SB   | Danuta Straszyńska AZS Kraków                                                            | 10,8      | Teresa Sukniewicz Lotnik Warszawa                                               | 10,9      |
| Sztafeta 4 × 100 m        | Skra Warszawa Ryszarda Warzocha Krystyna Modrzewska Bożena Woźniak Ewa Kłobukowska | 47,3      | Polonia Warszawa Irena Kirszenstein Alicja Małecka Barbara Wardzińska Maria Szczechowska | 47,4      | Legia Warszawa Ewa Długołęcka Urszula Wiensa Celina Gerwin Krystyna Fijałkowska | 47,5      |
| Skok wzwyż                | Jarosława Bieda AZS Kraków                                                         | 1,60      | Łucja Noworyta Gwardia Warszawa                                                          | 1,55      | Grażyna Abramowicz Legia Warszawa                                               | 1,55      |
| Skok w dal                | Ryszarda Warzocha Skra Warszawa                                                    | 5,84      | Łucja Noworyta Gwardia Warszawa                                                          | 5,71      | Wiesława Kowalska Hutnik Gliwice                                                | 5,70      |
| Pchnięcie kulą            | Eugenia Ciarkowska Wybrzeże Gdańsk                                                 | 14,05     | Bolesława Hodt Gwardia Olsztyn                                                           | 13,91     | Elżbieta Michalczak Polonia Warszawa                                            | 13,84     |
| Rzut dyskiem              | Kazimiera Rykowska Gwardia Warszawa                                                | 48,78     | Jadwiga Wojtczak AZS Warszawa                                                            | 47,74     | Zyta Mojek Stal Mielec                                                          | 45,80     |
| Rzut oszczepem            | Daniela Tarkowska AZS Poznań                                                       | 53,10     | Urszula Figwer AZS Kraków                                                                | 50,84     | Lucyna Krawcewicz ŁKS Łódź                                                      | 50,42     |
| Pięciobój                 | Mirosława Sałacińska Budowlani Kielce                                              | 4140 pkt. | Łucja Noworyta Gwardia Warszawa                                                          | 4325 pkt. | Krystyna Bindek Górnik Zabrze                                                   | 4129 pkt. |

## Biegi przełajowe
38. mistrzostwa Polski w biegach przełajowych rozegrano 24 kwietnia w Otwocku. Kobiety rywalizowały na dystansie 1,2 kilometra, a mężczyźni na 3 km, na 6 km i na 12 km.

### Mężczyźni
| Konkurencja:            | 1. miejsce                       | Rezultat | 2. miejsce                        | Rezultat | 3. miejsce                   | Rezultat |
| Bieg przełajowy (3 km)  | Henryk Szordykowski Wawel Kraków | 10:47,4  | Roland Brehmer Start Katowice     | 10:49,4  | Stanisław Podzoba Cracovia   | 10:52,4  |
| Bieg przełajowy (6 km)  | Kazimierz Zimny Lechia Gdańsk    | 22:09,6  | Lech Boguszewicz Spójnia Gdańsk   | 22:14,4  | Edward Stawiarz Wawel Kraków | 22:21,2  |
| Bieg przełajowy (12 km) | Edward Owczarek Górnik Wałbrzych | 40:05,4  | Kazimierz Podolak Wybrzeże Gdańsk | 40:09,2  | Czesław Wajda Spójnia Gdańsk | 40:14,7  |

### Kobiety
| Konkurencja:             | 1. miejsce                      | Rezultat | 2. miejsce                     | Rezultat | 3. miejsce                  | Rezultat |
| Bieg przełajowy (1,2 km) | Danuta Sobieska Gwardia Olsztyn | 3:44,4   | Maria Mróz Budowlani Bydgoszcz | 3:44,9   | Janina Piórko Lechia Gdańsk | 3:45,6   |